# Fjelsted
Fjelsted är en tätort i Middelfarts kommun i Region Syddanmark i Danmark. Tätorten har 310 invånare (2024). Den ligger på Fyn, cirka 18,5 kilometer sydost om Middelfart.